# Takehito Arisugawa
Takehito Arisugawa (jap. 有栖川宮威仁親王 Arisugawa-no-miya Takehito shinnō; ur. 11 lutego 1862 w Kioto, zm. 5 lipca 1913 w Tokio) – japoński książę z rodu Arisugawa, jednej z czterech gałęzi (seshū-shinnōke) japońskiej rodziny cesarskiej, admirał floty (gensui-kaigun-taishō) Japońskiej Cesarskiej Marynarki Wojennej.

## Życiorys
Urodził się w Kioto w domu Arisugawa-no-miya, będącym jedną z czterech gałęzi japońskiej rodziny cesarskiej, uprawnionych do sukcesji do Chryzantemowego Tronu w przypadku wygaśnięcia rodu cesarskiego. 11 grudnia 1880 ożenił się z Yasuko Maedą (ur. 15 marca 1864, zm. 30 czerwca 1923), czwartą córką Yoshiyasu Maedy, ostatniego daimyō prowincji Kaga (dzisiejsza prefektura Ishikawa). Miał z nią troje dzieci. Książę i księżna Arisugawa w 1889 odbyli podróż po Europie i Ameryce.
Po śmierci przyrodniego brata, księcia Taruhito Arisugawy, 15 stycznia 1895, otrzymał tytuł: „Arisugawa-no-miya”. W 1896 książę udał się do Wielkiej Brytanii, by reprezentować cesarza Mutsuhito na obchodach diamentowego jubileuszu panowania królowej Wiktorii. 
Para książęca udała się do Europy po raz drugi w 1905, aby reprezentować cesarza na ślubie niemieckiego księcia Wilhelma z meklemburską księżną Cecylią. W drodze powrotnej do Japonii ponownie odwiedzili Wielką Brytanię. Wtedy to król Edward VII przyznał księciu Krzyż Wielki Orderu Łaźni.